# Sarkaghat
Sarkaghat è una suddivisione dell'India, classificata come nagar panchayat, di 3.706 abitanti, situata nel distretto di Mandi, nello stato federato dell'Himachal Pradesh. In base al numero di abitanti la città rientra nella classe VI (meno di 5.000 persone).

## Geografia fisica
La città è situata a 31° 41' 60 N e 76° 43' 60 E e ha un'altitudine di 910 m s.l.m..

## Società

### Evoluzione demografica
Al censimento del 2001 la popolazione di Sarkaghat assommava a 3.706 persone, delle quali 1.868 maschi e 1.838 femmine. I bambini di età inferiore o uguale ai sei anni assommavano a 405, dei quali 224 maschi e 181 femmine. Infine, coloro che erano in grado di saper almeno leggere e scrivere erano 2.914, dei quali 1.548 maschi e 1.366 femmine.